# Río Anzuola
El río Anzuola (en euskera Antzuola) es un curso de agua del norte de la península ibérica, afluente del Deva. Discurre por la provincia de Guipúzcoa.

## Curso
El río, que discurre por la provincia española de Guipúzcoa, se forma de unas regatas que atraviesan la localidad de Anzuola, de la que toma el nombre. Acaba desaguando en el Deva en Vergara. Aparece descrito en el segundo volumen del Diccionario geográfico-estadístico-histórico de España y sus posesiones de Ultramar de Pascual Madoz con las siguientes palabras:

ANZUOLA: r. en la prov. de Guipúzcoa, part. jud. de Vergara; se forma de las regatas de Iguirain y Lizar-Erreca que unidas pasan por medio de la v. de Anzuola, de la que toma el nombre; y dirigiéndose de E. á O. llega al barrio de San Antonio de la v. de Vergara, en donde se une al Deva despues de cortar la carretera de Madrid á Francia, donde encuentra un puente de piedra de un arco; en su curso le cruzan 5 puentes, impulsa á 6 molinos harineros, y fertiliza poco terreno y proporciona alguna pesca.
(Madoz, 1845, p. 349)